# Anomalohalacarus intermedius
Anomalohalacarus intermedius är en kvalsterart som beskrevs av Bartsch 1976. Anomalohalacarus intermedius ingår i släktet Anomalohalacarus och familjen Halacaridae. Arten har ej påträffats i Sverige. Inga underarter finns listade i Catalogue of Life.